# Cantone di Périgueux-Centre
Il Cantone di Périgueux-Centre era una divisione amministrativa dell'Arrondissement di Périgueux (dipartimento Dordogna, regione Aquitania), della Francia.
A seguito della riforma approvata con decreto del 21 febbraio 2014, che ha avuto attuazione dopo le elezioni dipartimentali del 2015, è stato soppresso.

## Composizione
Era formato da una sola municipalità, comprendente parte della città di Périgueux.
La popolazione era di 18 479 abitanti (dato aggiornato al 2011).